# Bożena Pestka
Bożena Pestka po mężu Turecka (ur. 3 października 1933 w Tczewie) – polska lekkoatletka, specjalistka biegów średniodystansowych.

## Kariera
Wystąpiła na mistrzostwach Europy w 1954 w Bernie, gdzie zajęła 5. miejsce w biegu na 800 metrów. Na Akademickich Mistrzostwach Świata (UIE) w 1953 w Bukareszcie zajęła 9. miejsce na tym dystansie, a w 1955 w Warszawie – 4. miejsce.
Pięciokrotnie była mistrzynią Polski: w biegu na 800 metrów w 1952, 1953, 1954 i 1955, a także w biegu przełajowym na 1 km w 1955. Zdobywała również srebrne medale w biegu na 400 metrów w 1952 i 1953, na 800 metrów w 1956 i w biegu przełajowym w 1954, 1955 i 1956, a brązowe medale na 400 m w 1954 i 1956 oraz w sztafecie 500-200–100 m w 1950.
Pięć razy poprawiała rekord Polski na 800 metrów doprowadzając go do wyniku 2;11,0 (26 sierpnia 1956, Wałcz. Ustanawiała również rekordy w nieolimpijskich konkurencjach: biegu na 500 metrów (cztery razy, do wyniku 1:15,6 13 sierpnia 1956 w Wałczu), sztafecie 10 × 100 m (2:09,5 4 listopada 1956, Kraków) i  sztafecie 3 × 800 m (6:53,0 4 listopada 1956, Kraków).
W latach 1952–1956 startowała w pięciu meczach reprezentacji Polski w biegu na 800, odnosząc jedno zwycięstwo indywidualne.
Rekordy życiowe:
- bieg na 400 metrów – 56,9 (12 sierpnia 1956, Wałcz)
- bieg na 500 metrów – 1:15,6 (13 sierpnia 1956, Wałcz)
- bieg na 800 metrów – 2:11,0 (26 sierpnia 1956, Wałcz)

Była zawodniczką klubów: Spójnia Tczew (1949), Spójnia Gdańsk (1950-1956) i LKS Sopot (1957-1958).